# Колиндроски манастир
Колиндроският манастир „Свети Атанасий“ (на гръцки: Ιερά Μονή Αγίου Αθανασίου στον Κολινδρό) е манастир в Егейска Македония, Гърция. Манастирът е разположен на 2 километра южно от село Колиндрос, на територията на дем Пидна-Колиндрос на около 200 метра надморска височина. Манастирът е част от Китроска, Катеринска и Платамонска епархия.
Първоначално манастирът е мъжки, но след това става женски. Не са запазени данни за основаването му. По време на немската окупация 1941 – 1944 година манастирът е почти напълно унищожен и след това дълго време е в лошо състояние. Жителите на Колиндрос построяват нова църква в периода 1980 – 1982 година на мястото на разрушената стара църква. Постепенно състоянието на манастира се подобрява и се изгражда манастирски комплекс. Празникът на манастира се чества на 2 май и 18 януари.
В манастира в XIX век работи кулакийският зограф Митакос Хадзистаматис.